# HZ 21
HZ 21は、かみのけ座の方角におよそ516光年の距離にある白色矮星である。ヘリウムイオンのスペクトルがみられる白色矮星の典型とされる。

## 発見
HZ 21は、ヒューメイソンとツヴィッキーが、パロマー天文台の18インチシュミット望遠鏡による多色撮像で、暗い高温度星、特に白色矮星を発見しようという研究の中でみつかった。発見された天体は予備的な一覧にまとめられ、二人の頭文字 (Humason & Zwicky) をとって、HZ番号が付与された。その一覧の21番目にあることから、この天体は「HZ 21」と呼ばれる。発見当初、B0型の恒星に分類されていた。その後、エッゲンとグリーンスタインによって白色矮星と特定され、二人の名前にちなんだ白色矮星のカタログの86番目としてEGGR 86 (EG 86) とも呼ばれる。

## 特徴
エッゲンとグリーンスタインは、HZ 21の特徴として、電離ヘリウムのスペクトルが目立ち、O型準矮星より青い、としている。このような特徴を持つ白色矮星を彼らは、DO型と分類したが、当初はO型準矮星との区別がはっきりしなかった。後にグリーンスタインが白色矮星の性質を洗い直し、HZ 21だけがDO型白色矮星となった。DO型白色矮星は、恒星風によって表面の水素が失われてヘリウム層がむき出しとなり、ヘリウムは高温のために電離していて、電離ヘリウム (He II) の吸収線が強く、ヘリウム原子 (He I) と水素原子 (H I) の吸収線は一方または両方がみえる。HZ 21はこのDO型白色矮星の代表とされる天体である。
| 地球 | HZ 21     |
| ---- | --------- |
| 地球 | Exoplanet |

HZ 21の表面温度はおよそ53,000K、質量が太陽の0.56倍、半径は太陽の1.6%程度で、白色矮星となってからの年齢はおよそ175万年と推定される。